# Sakado
Sakado (坂戸市 Sakado-shi?) es una ciudad en la prefectura de Saitama, Japón, localizada en el centro-este de la isla de Honshū, en la región de Kantō. Tenía una población estimada de 100 829 habitantes el 1 de marzo de 2021 y una densidad de población de 2458 personas por km².

## Geografía
Sakado está localizada en el centro geográfico de la prefectura de Saitama, unos 40 km al norte de Tokio (a 37 km de la estación de Ikebukuro), con el terreno generalmente plano. Limita con las ciudades de Kawagoe, Higashimatsuyama, Hidaka y Tsurugashima, y con los pueblos de Moroyama, Kawajima y Hatoyama.

## Historia
Sakado-juku era una estación en la carretera Nikkō Wakiōkan que conectaba Hachiōji con Nikkō desde el período Muromachi en adelante. Durante el período Edo tardío y el período Meiji temprano, el área se destacó por su sericultura. La villa de Sakado fue creada dentro del distrito de Iruma el 1 de abril de 1889 y fue elevada al estatus de pueblo el 10 de diciembre de 1896. El 1 de julio de 1954, Sakado anexionó las villas vecinas de Miyoshino, Issai, Oya y Suguro y el 1 de septiembre de 1976 fue elevado a la categoría de ciudad.

## Demografía
Según los datos del censo japonés, la población de Sakado ha crecido fuertemente en los últimos 50 años.
| Gráfica de evolución demográfica de Sakado entre 1945 y 2015 |
|                                                              |
| Oficina de Estadística de Japón                              |

## Ciudades hermanas
- Minamiuonuma, Niigata, Japón (desde octubre de 2014);[7]
- Dothan, Alabama, EE. UU. (desde marzo de 1988).[8]